# Serie B 1933-1934
La Serie B 1933-1934 è stata la 5ª edizione della Serie B del campionato italiano di calcio, disputato tra il 10 settembre 1933 e il 24 giugno 1934 e concluso con la vittoria del Sampierdarenese, al suo primo titolo. Non fu a girone unico bensì scisso in due gruppi e un girone finale.
Capocannoniere del torneo è stato Remo Galli (Modena) con 26 reti.

## Stagione

### Formula
Per la prima volta venne modificato il meccanismo della competizione: annullate le retrocessioni di Atalanta e Pistoiese, e ammesse tutte le vincitrici dei gironi di Prima Divisione senza riguardo agli esiti delle finali, le squadre partecipanti aumentarono a 26 e vennero divise in due distinti gironi secondo la provenienza geografica (squadre del nord-ovest e insulari più la Catanzarese nel girone A, le squadre del nord-est e adriatiche nel girone B); le prime tre classificate di ogni girone avrebbero disputato un girone finale che avrebbe decretato il nome dell'unica squadra ammessa in Serie A (alla fine fu promossa la Sampierdarenese, nello spareggio del 24 giugno 1934 contro il Bari cui si arrivò dopo un rinvio di un mese per il concomitante mondiale). Nel girone B, si dovette ricorrere all'organizzazione di un piccolo girone che sancisse la retrocessione di due squadre tra Vicenza, Serenissima e Verona e che si concluse con la vittoria degli scaligeri. Comunque, anche per quest'anno, vennero successivamente annullate tutte le retrocessioni.
A dire la verità, questo metodo non ebbe grande successo, e già nella seduta del Direttorio Federale del 14 luglio 1934 si stabilì che il torneo della stagione successiva avrebbe avuto carattere di qualificazione in vista del ritorno al girone unico.

## Girone A

### Squadre partecipanti
| Club                     | Stagione | Città         | Stadio                        | Stagione precedente                                                           |
| ------------------------ | -------- | ------------- | ----------------------------- | ----------------------------------------------------------------------------- |
| Cagliari                 | dettagli | Cagliari      | Campo di via Pola             | 14ª in Serie B                                                                |
| Catanzarese              | dettagli | Catanzaro     | Stadio Militare               | 1ª nel girone I della Prima Divisione, 2ª nel girone A delle finali           |
| Derthona                 | dettagli | Tortona       | Campo Fornaci                 | 1ª nel girone D della Prima Divisione, 3ª nel girone C delle finali           |
| Legnano                  | dettagli | Legnano       | Stadio di via Carlo Pisacane  | 13ª in Serie B                                                                |
| Messina                  | dettagli | Messina       | Stadio Gazzi                  | 10ª in Serie B                                                                |
| Novara                   | dettagli | Novara        | Stadio del Littorio           | 5ª in Serie B                                                                 |
| Pavia                    | dettagli | Pavia         | Stadio Comunale               | 1ª nel girone A della Prima Divisione, 3ª nel girone B delle finali           |
| Pro Patria               | dettagli | Busto Arsizio | Stadio Comunale               | 18ª in Serie A, retrocesso                                                    |
| Sampierdarenese          | dettagli | Genova        | Stadio del Littorio           | 8ª in Serie B                                                                 |
| Seregno                  | dettagli | Seregno       | Campo via Cesare Correnti     | 3ª nel girone B della Prima Divisione, 3ª nel girone A delle finali           |
| Spezia                   | dettagli | La Spezia     | Stadio Alberto Picco          | 4ª in Serie B                                                                 |
| Vezio Parducci Viareggio | dettagli | Viareggio     | Polisportivo (Darsena Europa) | 1ª nel girone F della Prima Divisione, 1ª nel girone C delle finali, promosso |
| GC Vigevanesi            | dettagli | Vigevano      | Campo Bepi Crespi             | 9ª in Serie B                                                                 |

### Allenatori
| Squadra     | Allenatore                                                          |                          | Squadra          | Allenatore        |
| ----------- | ------------------------------------------------------------------- | ------------------------ | ---------------- | ----------------- |
| Cagliari    | András Kuttik (1ª-?ª) Scotti - Boero (?ª-?ª) Enrico Crotti (?ª-26ª) |                          | Pro Patria       | Silvio Pietroboni |
| Catanzarese | Heinrich Schönfeld (1ª-11ª) György Kőszegy (12ª-26ª)                | Sampierdarenese          | Hermann Felsner  |                   |
| Derthona    | Ottavio Piccinini                                                   | Seregno                  | Silvio Stritzel  |                   |
| Legnano     | Vinicio Colombo                                                     | Spezia                   | Wilmas Wilhelm   |                   |
| Messina     | György Orth                                                         | Vezio Parducci Viareggio | József Ging      |                   |
| Novara      | Mario Meneghetti (1ª-?ª) Ettore Reynaudi (?ª-26ª)                   | Vigevanesi               | Rudolf Soutschek |                   |
| Pavia       | Mihály Balacics                                                     |                          |                  |                   |

### Classifica finale

Il Perugia vincitore del girone B e ammesso al girone finale

|  | Pos. | Squadra                  | Pt | G  | V  | N  | P  | GF | GS |
|  | ---- | ------------------------ | -- | -- | -- | -- | -- | -- | -- |
|  | 1.   | Sampierdarenese          | 36 | 24 | 16 | 4  | 4  | 42 | 16 |
|  | 2.   | GC Vigevanesi            | 33 | 24 | 12 | 9  | 3  | 45 | 22 |
|  | 3.   | Pro Patria               | 30 | 24 | 13 | 4  | 7  | 49 | 25 |
|  | 4.   | Novara                   | 28 | 24 | 13 | 2  | 9  | 53 | 30 |
|  | 5.   | Messina                  | 27 | 24 | 11 | 5  | 8  | 38 | 28 |
|  | 6.   | Vezio Parducci Viareggio | 26 | 24 | 11 | 4  | 9  | 30 | 32 |
|  | 7.   | Catanzarese              | 25 | 24 | 8  | 9  | 7  | 39 | 31 |
|  | 7.   | Spezia                   | 25 | 24 | 7  | 11 | 6  | 24 | 26 |
|  | 9.   | Seregno                  | 24 | 24 | 8  | 8  | 8  | 33 | 31 |
|  | 10.  | Pavia                    | 18 | 24 | 6  | 6  | 12 | 21 | 44 |
|  | 11.  | Legnano                  | 16 | 24 | 5  | 6  | 13 | 20 | 38 |
|  | 12.  | Cagliari (-1)            | 14 | 24 | 6  | 3  | 15 | 22 | 61 |
|  | 13.  | Derthona                 | 9  | 24 | 2  | 5  | 17 | 17 | 49 |

Legenda:
      Ammesso al girone finale per la promozione in A.
      Retrocessioni in Prima Divisione annullate dalla FIGC.

Due punti a vittoria, uno a pareggio, zero a sconfitta.
Vigeva il pari merito. In caso di assegnazione di un titolo (ammissione alle finali o retrocessione) veniva disputata una gara di spareggio.
Note:
Il Cagliari ha scontato 1 punto di penalizzazione in classifica, per una rinuncia.
Il Cagliari e il Derthona furono riammessi in Serie B per la successiva stagione 1934-1935 per ampliamento degli organici.

### Risultati

#### Tabellone
|                 | Cag  | Cat  | Der  | Leg  | Mes  | Nov  | Pav  | PPa  | Sam  | Ser  | Spe  | Via  | Vig  |
| --------------- | ---- | ---- | ---- | ---- | ---- | ---- | ---- | ---- | ---- | ---- | ---- | ---- | ---- |
| Cagliari        | –––– | 1-2  | 2-0  | 2-1  | 0-2  | 5-3  | 3-0  | 0-2  | 1-1  | 1-0  | 1-1  | 1-0  | 1-3  |
| Catanzarese     | 10-0 | –––– | 6-0  | 2-2  | 1-1  | 3-2  | 2-1  | 1-0  | 1-2  | 0-0  | 0-0  | 2-2  | 2-2  |
| Derthona        | 3-0  | 1-3  | –––– | 1-0  | 2-2  | 1-1  | 1-4  | 1-2  | 0-0  | 1-3  | 0-0  | 1-3  | 0-1  |
| Legnano         | 0-0  | 1-1  | 1-0  | –––– | 2-1  | 1-2  | 1-1  | 1-0  | 2-0  | 1-1  | 1-1  | 0-1  | 1-2  |
| Messina         | 4-2  | 1-0  | 2-0  | 2-0  | –––– | 1-1  | 5-1  | 1-0  | 3-0  | 4-1  | 1-1  | 3-1  | 2-1  |
| Novara          | 4-0  | 4-0  | 1-0  | 6-0  | 1-0  | –––– | 4-0  | 5-0  | 0-1  | 3-1  | 2-0  | 6-0  | 3-2  |
| Pavia           | 3-1  | 0-0  | 2-1  | 0-3  | 0-0  | 2-1  | –––– | 1-3  | 0-0  | 2-1  | 0-0  | 1-0  | 1-1  |
| Pro Patria      | 4-0  | 1-1  | 5-0  | 3-0  | 2-0  | 3-0  | 3-0  | –––– | 3-4  | 1-1  | 6-2  | 2-0  | 1-1  |
| Sampierdarenese | 5-0  | 2-0  | 3-0  | 1-0  | 4-0  | 0-1  | 4-0  | 1-0  | –––– | 2-0  | 1-0  | 5-0  | 1-0  |
| Seregno         | 4-0  | 4-0  | 0-0  | 3-1  | 1-0  | 4-2  | 2-1  | 0-5  | 1-2  | –––– | 1-2  | 2-0  | 0-0  |
| Spezia          | 1-0  | 1-2  | 1-0  | 2-0  | 2-1  | 1-0  | 4-1  | 2-2  | 0-0  | 1-1  | –––– | 0-3  | 0-0  |
| Viareggio       | 3-1  | 2-0  | 3-1  | 4-1  | 2-1  | 2-0  | 1-0  | 0-1  | 0-2  | 0-0  | 2-1  | –––– | 1-1  |
| Vigevanesi      | 5-0  | 1-0  | 4-3  | 2-0  | 3-1  | 3-1  | 3-0  | 3-0  | 4-1  | 2-2  | 1-1  | 0-0  | –––– |

#### Calendario
| andata  | andata          | Prima giornata         | ritorno | ritorno |
|         |                 |                        |         |         |
| 10 set. | 1-0             | Cagliari-Viareggio     | 1-3     | 17 dic. |
| 10 set. | 1-1             | Catanzarese-Messina    | 0-1     | 17 dic. |
| 10 set. | 1-2             | Derthona-Pro Patria    | 0-5     | 17 dic. |
| 10 set. | 3-2             | Novara-Vigevanesi      | 1-3     | 17 dic. |
| 10 set. | 0-3             | Pavia-Legnano          | 1-1     | 17 dic. |
| 10 set. | 0-0             | Spezia-Sampierdarenese | 0-1     | 17 dic. |
| 10 set. | Riposa: Seregno |                        |         | 17 dic. |

| andata  | andata          | Terza giornata          | ritorno | ritorno |
|         |                 |                         |         |         |
| 24 set. | 1-4             | Derthona-Pavia          | 1-2     | 31 dic. |
| 24 set. | 1-1             | Messina-Novara          | 0-1     | 31 dic. |
| 24 set. | 1-1             | Pro Patria-Vigevanesi   | 0-3     | 31 dic. |
| 24 set. | 1-2             | Seregno-Sampierdarenese | 0-2     | 31 dic. |
| 24 set. | 1-0             | Spezia-Cagliari         | 1-1     | 31 dic. |
| 24 set. | 2-0             | Viareggio-Catanzarese   | 2-2     | 31 dic. |
| 24 set. | Riposa: Legnano |                         |         | 31 dic. |

| andata | andata        | Quinta giornata             | ritorno | ritorno |
|        |               |                             |         |         |
| 8 ott. | 5-3           | Cagliari-Novara             | 0-4     | 14 gen. |
| 8 ott. | 1-2           | Catanzarese-Sampierdarenese | 0-2     | 14 gen. |
| 8 ott. | 1-0           | Derthona-Legnano            | 0-1     | 14 gen. |
| 8 ott. | 2-0           | Pro Patria-Viareggio        | 1-0     | 14 gen. |
| 8 ott. | 1-0           | Seregno-Messina             | 1-4     | 14 gen. |
| 8 ott. | 1-1           | Vigevanesi-Spezia           | 0-0     | 14 gen. |
| 8 ott. | Riposa: Pavia |                             |         | 14 gen. |

| andata  | andata             | Settima giornata        | ritorno | ritorno |
|         |                    |                         |         |         |
| 29 ott. | 0-2                | Cagliari-Pro Patria     | 0-4     | 28 gen. |
| 29 ott. | 0-0                | Catanzarese-Spezia      | 2-1     | 28 gen. |
| 29 ott. | 5-1                | Messina-Pavia           | 0-0     | 28 gen. |
| 29 ott. | 1-0                | Novara-Derthona         | 1-1     | 28 gen. |
| 29 ott. | 1-0                | Sampierdarenese-Legnano | 0-2     | 28 gen. |
| 29 ott. | 0-0                | Viareggio-Seregno       | 0-2     | 28 gen. |
| 29 ott. | Riposa: Vigevanesi |                         |         | 28 gen. |

| andata | andata         | Nona giornata           | ritorno | ritorno |
|        |                |                         |         |         |
| 5 nov. | 3-0            | Derthona-Cagliari       | 0-2     | 18 feb. |
| 5 nov. | 1-1            | Legnano-Catanzarese     | 2-2     | 18 feb. |
| 5 nov. | 2-1            | Pavia-Novara            | 0-4     | 18 feb. |
| 5 nov. | 4-0            | Sampierdarenese-Messina | 0-3     | 18 feb. |
| 5 nov. | 0-5            | Seregno-Pro Patria      | 1-1     | 18 feb. |
| 5 nov. | 1-1            | Viareggio-Vigevanesi    | 0-0     | 18 feb. |
| 5 nov. | Riposa: Spezia |                         |         | 18 feb. |

| andata  | andata            | Undicesima giornata   | ritorno | ritorno |
|         |                   |                       |         |         |
| 19 nov. | 1-2               | Cagliari-Catanzarese  | 0-10    | 4 mar.  |
| 19 nov. | 1-3               | Derthona-Seregno      | 0-0     | 4 mar.  |
| 19 nov. | 2-1               | Messina-Vigevanesi    | 1-3     | 4 mar.  |
| 19 nov. | 2-0               | Novara-Spezia         | 0-1     | 4 mar.  |
| 19 nov. | 3-0               | Pro Patria-Legnano    | 0-1     | 4 mar.  |
| 19 nov. | 4-0               | Sampierdarenese-Pavia | 0-0     | 4 mar.  |
| 19 nov. | Riposa: Viareggio |                       |         | 4 mar.  |

| andata  | andata           | Tredicesima giornata       | ritorno | ritorno |
|         |                  |                            |         |         |
| 10 dic. | 1-0              | Catanzarese-Pro Patria     | 1-1     | 18 mar. |
| 10 dic. | 4-2              | Messina-Cagliari           | 2-0     | 18 mar. |
| 10 dic. | 6-0              | Novara-Legnano             | 2-1     | 18 mar. |
| 10 dic. | 2-1              | Pavia-Seregno              | 1-2     | 18 mar. |
| 10 dic. | 0-3              | Spezia-Viareggio           | 1-2     | 18 mar. |
| 10 dic. | 4-1              | Vigevanesi-Sampierdarenese | 0-1     | 18 mar. |
| 10 dic. | Riposa: Derthona |                            |         | 18 mar. |

| andata  | andata             | Seconda giornata         | ritorno | ritorno |
|         |                    |                          |         |         |
| 17 set. | 3-2                | Catanzarese-Novara       | 0-4     | 24 dic. |
| 17 set. | 1-1                | Legnano-Spezia           | 0-2     | 24 dic. |
| 17 set. | 2-0                | Messina-Derthona         | 2-2     | 24 dic. |
| 17 set. | 5-0                | Sampierdarenese-Cagliari | 1-1     | 24 dic. |
| 17 set. | 1-0                | Viareggio-Pavia          | 0-1     | 24 dic. |
| 17 set. | 2-2                | Vigevanesi-Seregno       | 0-0     | 24 dic. |
| 17 set. | Riposa: Pro Patria |                          |         | 24 dic. |

| andata | andata          | Quarta giornata            | ritorno | ritorno |
|        |                 |                            |         |         |
| 1 ott. | 3-0             | Cagliari-Pavia             | 1-3     | 7 gen.  |
| 1 ott. | 1-3             | Derthona-Catanzarese       | 0-6     | 7 gen.  |
| 1 ott. | 1-2             | Legnano-Vigevanesi         | 0-2     | 7 gen.  |
| 1 ott. | 6-0             | Novara-Viareggio           | 0-2     | 7 gen.  |
| 1 ott. | 1-0             | Sampierdarenese-Pro Patria | 4-3     | 7 gen.  |
| 1 ott. | 1-1             | Spezia-Seregno             | 2-1     | 7 gen.  |
| 1 ott. | Riposa: Messina |                            |         | 7 gen.  |

| andata  | andata         | Sesta giornata           | ritorno | ritorno |
|         |                |                          |         |         |
| 15 ott. | 0-0            | Legnano-Cagliari         | 1-2     | 21 gen. |
| 15 ott. | 1-1            | Pavia-Vigevanesi         | 0-3     | 21 gen. |
| 15 ott. | 3-0            | Sampierdarenese-Derthona | 0-0     | 21 gen. |
| 15 ott. | 4-0            | Seregno-Catanzarese      | 0-0     | 21 gen. |
| 15 ott. | 2-2            | Spezia-Pro Patria        | 2-6     | 21 gen. |
| 15 ott. | 2-1            | Viareggio-Messina        | 1-3     | 21 gen. |
| 15 ott. | Riposa: Novara |                          |         | 21 gen. |

| andata  | andata                  | Ottava giornata     | ritorno | ritorno |
|         |                         |                     |         |         |
| 1º nov. | 1-0                     | Cagliari-Seregno    | 0-4     | 4 feb.  |
| 1º nov. | 2-1                     | Catanzarese-Pavia   | 0-0     | 4 feb.  |
| 1º nov. | 0-1                     | Legnano-Viareggio   | 1-4     | 4 feb.  |
| 1º nov. | 1-1                     | Messina-Spezia      | 1-2     | 4 feb.  |
| 1º nov. | 3-0                     | Pro Patria-Novara   | 0-5     | 4 feb.  |
| 1º nov. | 4-3                     | Vigevanesi-Derthona | 1-0     | 4 feb.  |
| 1º nov. | Riposa: Sampierdarenese |                     |         | 4 feb.  |

| andata  | andata              | Decima giornata        | ritorno | ritorno |
|         |                     |                        |         |         |
| 12 nov. | 0-1                 | Novara-Sampierdarenese | 1-0     | 25 feb. |
| 12 nov. | 2-0                 | Pro Patria-Messina     | 0-1     | 25 feb. |
| 12 nov. | 3-1                 | Seregno-Legnano        | 1-1     | 25 feb. |
| 12 nov. | 4-1                 | Spezia-Pavia           | 0-0     | 25 feb. |
| 12 nov. | 3-1                 | Viareggio-Derthona     | 3-1     | 25 feb. |
| 12 nov. | 5-0                 | Vigevanesi-Cagliari    | 3-1     | 25 feb. |
| 12 nov. | Riposa: Catanzarese |                        |         | 25 feb. |

| andata  | andata           | Dodicesima giornata       | ritorno | ritorno |
|         |                  |                           |         |         |
| 26 nov. | 2-2              | Catanzarese-Vigevanesi    | 0-1     | 11 mar. |
| 26 nov. | 0-0              | Derthona-Spezia           | 0-1     | 11 mar. |
| 26 nov. | 2-1              | Legnano-Messina           | 0-2     | 11 mar. |
| 26 nov. | 1-3              | Pavia-Pro Patria          | 0-3     | 11 mar. |
| 26 nov. | 4-2              | Seregno-Novara            | 1-3     | 11 mar. |
| 26 nov. | 0-2              | Viareggio-Sampierdarenese | 0-5     | 11 mar. |
| 26 nov. | Riposa: Cagliari |                           |         | 11 mar. |

| andata  | andata          | Prima giornata         | ritorno | ritorno |
|         |                 |                        |         |         |
| 10 set. | 1-0             | Cagliari-Viareggio     | 1-3     | 17 dic. |
| 10 set. | 1-1             | Catanzarese-Messina    | 0-1     | 17 dic. |
| 10 set. | 1-2             | Derthona-Pro Patria    | 0-5     | 17 dic. |
| 10 set. | 3-2             | Novara-Vigevanesi      | 1-3     | 17 dic. |
| 10 set. | 0-3             | Pavia-Legnano          | 1-1     | 17 dic. |
| 10 set. | 0-0             | Spezia-Sampierdarenese | 0-1     | 17 dic. |
| 10 set. | Riposa: Seregno |                        |         | 17 dic. |

| andata  | andata          | Terza giornata          | ritorno | ritorno |
|         |                 |                         |         |         |
| 24 set. | 1-4             | Derthona-Pavia          | 1-2     | 31 dic. |
| 24 set. | 1-1             | Messina-Novara          | 0-1     | 31 dic. |
| 24 set. | 1-1             | Pro Patria-Vigevanesi   | 0-3     | 31 dic. |
| 24 set. | 1-2             | Seregno-Sampierdarenese | 0-2     | 31 dic. |
| 24 set. | 1-0             | Spezia-Cagliari         | 1-1     | 31 dic. |
| 24 set. | 2-0             | Viareggio-Catanzarese   | 2-2     | 31 dic. |
| 24 set. | Riposa: Legnano |                         |         | 31 dic. |

| andata | andata        | Quinta giornata             | ritorno | ritorno |
|        |               |                             |         |         |
| 8 ott. | 5-3           | Cagliari-Novara             | 0-4     | 14 gen. |
| 8 ott. | 1-2           | Catanzarese-Sampierdarenese | 0-2     | 14 gen. |
| 8 ott. | 1-0           | Derthona-Legnano            | 0-1     | 14 gen. |
| 8 ott. | 2-0           | Pro Patria-Viareggio        | 1-0     | 14 gen. |
| 8 ott. | 1-0           | Seregno-Messina             | 1-4     | 14 gen. |
| 8 ott. | 1-1           | Vigevanesi-Spezia           | 0-0     | 14 gen. |
| 8 ott. | Riposa: Pavia |                             |         | 14 gen. |

| andata  | andata             | Settima giornata        | ritorno | ritorno |
|         |                    |                         |         |         |
| 29 ott. | 0-2                | Cagliari-Pro Patria     | 0-4     | 28 gen. |
| 29 ott. | 0-0                | Catanzarese-Spezia      | 2-1     | 28 gen. |
| 29 ott. | 5-1                | Messina-Pavia           | 0-0     | 28 gen. |
| 29 ott. | 1-0                | Novara-Derthona         | 1-1     | 28 gen. |
| 29 ott. | 1-0                | Sampierdarenese-Legnano | 0-2     | 28 gen. |
| 29 ott. | 0-0                | Viareggio-Seregno       | 0-2     | 28 gen. |
| 29 ott. | Riposa: Vigevanesi |                         |         | 28 gen. |

| andata | andata         | Nona giornata           | ritorno | ritorno |
|        |                |                         |         |         |
| 5 nov. | 3-0            | Derthona-Cagliari       | 0-2     | 18 feb. |
| 5 nov. | 1-1            | Legnano-Catanzarese     | 2-2     | 18 feb. |
| 5 nov. | 2-1            | Pavia-Novara            | 0-4     | 18 feb. |
| 5 nov. | 4-0            | Sampierdarenese-Messina | 0-3     | 18 feb. |
| 5 nov. | 0-5            | Seregno-Pro Patria      | 1-1     | 18 feb. |
| 5 nov. | 1-1            | Viareggio-Vigevanesi    | 0-0     | 18 feb. |
| 5 nov. | Riposa: Spezia |                         |         | 18 feb. |

| andata  | andata            | Undicesima giornata   | ritorno | ritorno |
|         |                   |                       |         |         |
| 19 nov. | 1-2               | Cagliari-Catanzarese  | 0-10    | 4 mar.  |
| 19 nov. | 1-3               | Derthona-Seregno      | 0-0     | 4 mar.  |
| 19 nov. | 2-1               | Messina-Vigevanesi    | 1-3     | 4 mar.  |
| 19 nov. | 2-0               | Novara-Spezia         | 0-1     | 4 mar.  |
| 19 nov. | 3-0               | Pro Patria-Legnano    | 0-1     | 4 mar.  |
| 19 nov. | 4-0               | Sampierdarenese-Pavia | 0-0     | 4 mar.  |
| 19 nov. | Riposa: Viareggio |                       |         | 4 mar.  |

| andata  | andata           | Tredicesima giornata       | ritorno | ritorno |
|         |                  |                            |         |         |
| 10 dic. | 1-0              | Catanzarese-Pro Patria     | 1-1     | 18 mar. |
| 10 dic. | 4-2              | Messina-Cagliari           | 2-0     | 18 mar. |
| 10 dic. | 6-0              | Novara-Legnano             | 2-1     | 18 mar. |
| 10 dic. | 2-1              | Pavia-Seregno              | 1-2     | 18 mar. |
| 10 dic. | 0-3              | Spezia-Viareggio           | 1-2     | 18 mar. |
| 10 dic. | 4-1              | Vigevanesi-Sampierdarenese | 0-1     | 18 mar. |
| 10 dic. | Riposa: Derthona |                            |         | 18 mar. |

| andata  | andata             | Seconda giornata         | ritorno | ritorno |
|         |                    |                          |         |         |
| 17 set. | 3-2                | Catanzarese-Novara       | 0-4     | 24 dic. |
| 17 set. | 1-1                | Legnano-Spezia           | 0-2     | 24 dic. |
| 17 set. | 2-0                | Messina-Derthona         | 2-2     | 24 dic. |
| 17 set. | 5-0                | Sampierdarenese-Cagliari | 1-1     | 24 dic. |
| 17 set. | 1-0                | Viareggio-Pavia          | 0-1     | 24 dic. |
| 17 set. | 2-2                | Vigevanesi-Seregno       | 0-0     | 24 dic. |
| 17 set. | Riposa: Pro Patria |                          |         | 24 dic. |

| andata | andata          | Quarta giornata            | ritorno | ritorno |
|        |                 |                            |         |         |
| 1 ott. | 3-0             | Cagliari-Pavia             | 1-3     | 7 gen.  |
| 1 ott. | 1-3             | Derthona-Catanzarese       | 0-6     | 7 gen.  |
| 1 ott. | 1-2             | Legnano-Vigevanesi         | 0-2     | 7 gen.  |
| 1 ott. | 6-0             | Novara-Viareggio           | 0-2     | 7 gen.  |
| 1 ott. | 1-0             | Sampierdarenese-Pro Patria | 4-3     | 7 gen.  |
| 1 ott. | 1-1             | Spezia-Seregno             | 2-1     | 7 gen.  |
| 1 ott. | Riposa: Messina |                            |         | 7 gen.  |

| andata  | andata         | Sesta giornata           | ritorno | ritorno |
|         |                |                          |         |         |
| 15 ott. | 0-0            | Legnano-Cagliari         | 1-2     | 21 gen. |
| 15 ott. | 1-1            | Pavia-Vigevanesi         | 0-3     | 21 gen. |
| 15 ott. | 3-0            | Sampierdarenese-Derthona | 0-0     | 21 gen. |
| 15 ott. | 4-0            | Seregno-Catanzarese      | 0-0     | 21 gen. |
| 15 ott. | 2-2            | Spezia-Pro Patria        | 2-6     | 21 gen. |
| 15 ott. | 2-1            | Viareggio-Messina        | 1-3     | 21 gen. |
| 15 ott. | Riposa: Novara |                          |         | 21 gen. |

| andata  | andata                  | Ottava giornata     | ritorno | ritorno |
|         |                         |                     |         |         |
| 1º nov. | 1-0                     | Cagliari-Seregno    | 0-4     | 4 feb.  |
| 1º nov. | 2-1                     | Catanzarese-Pavia   | 0-0     | 4 feb.  |
| 1º nov. | 0-1                     | Legnano-Viareggio   | 1-4     | 4 feb.  |
| 1º nov. | 1-1                     | Messina-Spezia      | 1-2     | 4 feb.  |
| 1º nov. | 3-0                     | Pro Patria-Novara   | 0-5     | 4 feb.  |
| 1º nov. | 4-3                     | Vigevanesi-Derthona | 1-0     | 4 feb.  |
| 1º nov. | Riposa: Sampierdarenese |                     |         | 4 feb.  |

| andata  | andata              | Decima giornata        | ritorno | ritorno |
|         |                     |                        |         |         |
| 12 nov. | 0-1                 | Novara-Sampierdarenese | 1-0     | 25 feb. |
| 12 nov. | 2-0                 | Pro Patria-Messina     | 0-1     | 25 feb. |
| 12 nov. | 3-1                 | Seregno-Legnano        | 1-1     | 25 feb. |
| 12 nov. | 4-1                 | Spezia-Pavia           | 0-0     | 25 feb. |
| 12 nov. | 3-1                 | Viareggio-Derthona     | 3-1     | 25 feb. |
| 12 nov. | 5-0                 | Vigevanesi-Cagliari    | 3-1     | 25 feb. |
| 12 nov. | Riposa: Catanzarese |                        |         | 25 feb. |

| andata  | andata           | Dodicesima giornata       | ritorno | ritorno |
|         |                  |                           |         |         |
| 26 nov. | 2-2              | Catanzarese-Vigevanesi    | 0-1     | 11 mar. |
| 26 nov. | 0-0              | Derthona-Spezia           | 0-1     | 11 mar. |
| 26 nov. | 2-1              | Legnano-Messina           | 0-2     | 11 mar. |
| 26 nov. | 1-3              | Pavia-Pro Patria          | 0-3     | 11 mar. |
| 26 nov. | 4-2              | Seregno-Novara            | 1-3     | 11 mar. |
| 26 nov. | 0-2              | Viareggio-Sampierdarenese | 0-5     | 11 mar. |
| 26 nov. | Riposa: Cagliari |                           |         | 11 mar. |

## Girone B

### Squadre partecipanti
| Club        | Stagione | Città   | Stadio                      | Stagione precedente                                                           |
| ----------- | -------- | ------- | --------------------------- | ----------------------------------------------------------------------------- |
| Atalanta    | dettagli | Bergamo | Stadio Mario Brumana        | 16ª in Serie B                                                                |
| Bari        | dettagli | Bari    | Campo degli Sports          | 17ª in Serie A, retrocesso                                                    |
| Comense     | dettagli | Como    | Stadio Giuseppe Sinigaglia  | 7ª in Serie B                                                                 |
| Cremonese   | dettagli | Cremona | Stadio Giovanni Zini        | 12ª in Serie B                                                                |
| Foggia      | dettagli | Foggia  | Campo Sportivo del Littorio | 1ª nel girone H della Prima Divisione, 1ª nel girone B delle finali, promosso |
| Grion Pola  | dettagli | Pola    | Stadio del Littorio         | 15ª in Serie B                                                                |
| Modena      | dettagli | Modena  | Campo di Viale Fontanelli   | 3ª in Serie B                                                                 |
| Perugia     | dettagli | Perugia | Campo di Piazza d'armi      | 1ª nel girone G della Prima Divisione, 1ª nel girone A delle finali, promosso |
| Pistoiese   | dettagli | Pistoia | Stadio Monteoliveto         | 17ª in Serie B                                                                |
| Serenissima | dettagli | Venezia | Stadio Pierluigi Penzo      | 11ª in Serie B                                                                |
| SPAL        | dettagli | Ferrara | Campo Littorio              | 1ª nel girone E della Prima Divisione, 2ª nel girone B delle finali           |
| Verona      | dettagli | Verona  | Vecchio Bentegodi           | 6ª in Serie B                                                                 |
| Vicenza     | dettagli | Vicenza | Campo di Borgo Casale       | 1ª nel girone C della Prima Divisione, 2ª nel girone C delle finali           |

### Allenatori
| Squadra    | Allenatore                                                  |             | Squadra          | Allenatore        |
| ---------- | ----------------------------------------------------------- | ----------- | ---------------- | ----------------- |
| Atalanta   | Angelo Mattea                                               |             | Perugia          | Cesare Migliorini |
| Bari       | Tony Cargnelli                                              | Pistoiese   | Pál Szalay       |                   |
| Comense    | Adolfo Baloncieri                                           | Serenissima | Bortolo Simonato |                   |
| Cremonese  | József Bánás                                                | SPAL        | Walter Alt       |                   |
| Foggia     | Engelbert König                                             | Verona      | Janos Bekey      |                   |
| Grion Pola | Elemér Kovács                                               | Vicenza     | Otto Krappan     |                   |
| Modena     | Richard Klug (1ª-18ª) Vilmos Rady (19ª-26ª e girone finale) |             |                  |                   |

### Classifica finale
|  | Pos. | Squadra     | Pt | G  | V  | N | P  | GF | GS |
|  | ---- | ----------- | -- | -- | -- | - | -- | -- | -- |
|  | 1.   | Perugia     | 33 | 24 | 14 | 5 | 5  | 46 | 32 |
|  | 2.   | Modena      | 32 | 24 | 13 | 6 | 5  | 44 | 19 |
|  | 3.   | Bari        | 30 | 24 | 12 | 6 | 6  | 41 | 25 |
|  | 4.   | Comense     | 28 | 24 | 12 | 4 | 8  | 38 | 29 |
|  | 5.   | Atalanta    | 26 | 24 | 9  | 8 | 7  | 31 | 24 |
|  | 6.   | Grion Pola  | 25 | 24 | 10 | 5 | 9  | 41 | 34 |
|  | 7.   | Foggia      | 24 | 24 | 9  | 6 | 9  | 39 | 40 |
|  | 8.   | Cremonese   | 20 | 24 | 7  | 6 | 11 | 26 | 32 |
|  | 8.   | SPAL        | 20 | 24 | 6  | 8 | 10 | 34 | 43 |
|  | 8.   | Pistoiese   | 20 | 24 | 6  | 8 | 10 | 33 | 44 |
|  | 11.  | Verona      | 18 | 24 | 6  | 6 | 12 | 25 | 47 |
|  | 12.  | Vicenza     | 18 | 24 | 7  | 4 | 13 | 31 | 42 |
|  | 13.  | Serenissima | 18 | 24 | 6  | 6 | 12 | 28 | 46 |

Legenda:
      Ammesso al girone finale per la promozione in A.
      Retrocessioni in Prima Divisione annullate dalla FIGC.
Due punti a vittoria, uno a pareggio, zero a sconfitta.
Vigeva il pari merito. In caso di assegnazione di un titolo (ammissione alle finali o retrocessione) veniva disputata una gara di spareggio.
Note:
Il Vicenza e la Serenissima furono riammesse in Serie B per la successiva stagione 1934-1935 per ampliamento degli organici, dopo aver disputato un girone salvezza con il Verona poi annullato:
- Triangolare
  - Serenissima-Verona 0-0; Verona-Serenissima 1-0
  - Serenissima-Vicenza 0-1; Vicenza-Serenissima 3-1
  - Verona-Vicenza 2-1; Vicenza-Verona 1-1

Classifica: Verona 6; Vicenza 5; Serenissima 1.

### Risultati

#### Tabellone
|             | Ata  | Bar  | Com  | Cre  | Fog  | Gri  | Mod  | Per  | Pis  | Ser  | SPA  | Ver  | Vic  |
| ----------- | ---- | ---- | ---- | ---- | ---- | ---- | ---- | ---- | ---- | ---- | ---- | ---- | ---- |
| Atalanta    | –––– | 1-1  | 3-0  | 2-0  | 0-0  | 2-1  | 0-1  | 0-2  | 5-0  | 1-0  | 0-1  | 2-0  | 3-2  |
| Bari        | 0-0  | –––– | 2-1  | 3-0  | 1-0  | 2-0  | 1-0  | 2-0  | 6-2  | 5-0  | 2-0  | 3-0  | 1-1  |
| Comense     | 1-1  | 2-1  | –––– | 3-0  | 1-0  | 3-2  | 0-2  | 2-0  | 0-0  | 4-0  | 1-0  | 6-0  | 2-0  |
| Cremonese   | 1-1  | 2-1  | 0-0  | –––– | 3-0  | 1-1  | 1-2  | 3-0  | 2-0  | 3-1  | 3-4  | 2-1  | 1-1  |
| Foggia      | 1-2  | 2-1  | 3-1  | 2-0  | –––– | 6-2  | 2-0  | 2-2  | 1-1  | 3-2  | 5-1  | 1-2  | 2-1  |
| Grion Pola  | 2-0  | 1-0  | 0-0  | 2-0  | 3-1  | –––– | 1-1  | 5-0  | 2-1  | 0-2  | 3-1  | 6-0  | 3-2  |
| Modena      | 2-2  | 4-0  | 5-0  | 2-0  | 5-0  | 1-0  | –––– | 0-1  | 2-0  | 3-0  | 1-1  | 2-1  | 4-1  |
| Perugia     | 2-1  | 1-1  | 3-1  | 1-0  | 5-2  | 2-0  | 2-1  | –––– | 1-1  | 4-2  | 4-2  | 5-0  | 5-0  |
| Pistoiese   | 2-2  | 1-1  | 2-1  | 1-2  | 4-2  | 2-0  | 1-1  | 1-2  | –––– | 4-1  | 2-1  | 2-2  | 3-0  |
| Serenissima | 1-1  | 4-1  | 4-2  | 0-0  | 1-1  | 1-1  | 1-0  | 0-3  | 2-0  | –––– | 4-1  | 1-1  | 0-1  |
| SPAL        | 3-1  | 2-3  | 0-2  | 1-1  | 1-1  | 2-2  | 2-2  | 0-0  | 4-0  | 0-0  | –––– | 2-1  | 2-1  |
| Verona      | 0-1  | 0-2  | 1-3  | 1-0  | 1-1  | 2-1  | 1-1  | 5-0  | 1-1  | 2-0  | 2-2  | –––– | 1-0  |
| Vicenza     | 1-0  | 1-1  | 0-2  | 2-1  | 0-1  | 2-3  | 1-2  | 1-1  | 3-2  | 5-1  | 2-1  | 3-0  | –––– |

#### Calendario
| andata  | andata         | Prima giornata         | ritorno | ritorno |
|         |                |                        |         |         |
| 10 set. | 0-1            | Atalanta-Modena        | 2-2     | 17 dic. |
| 10 set. | 2-0            | Bari-Perugia           | 1-1     | 17 dic. |
| 10 set. | 0-0            | Cremonese-Comense      | 0-3     | 17 dic. |
| 10 set. | 2-1            | Foggia-Vicenza         | 1-0     | 17 dic. |
| 10 set. | 0-2            | Grion Pola-Serenissima | 1-1     | 17 dic. |
| 10 set. | 4-0            | SPAL-Pistoiese         | 1-2     | 17 dic. |
| 10 set. | Riposa: Verona |                        |         | 17 dic. |

| andata  | andata            | Terza giornata     | ritorno | ritorno |
|         |                   |                    |         |         |
| 24 set. | 1-1               | Atalanta-Bari      | 0-0     | 31 dic. |
| 24 set. | 6-0               | Comense-Verona     | 3-1     | 31 dic. |
| 24 set. | 1-1               | Modena-SPAL        | 2-2     | 31 dic. |
| 24 set. | 1-2               | Pistoiese-Perugia  | 1-1     | 31 dic. |
| 24 set. | 1-1               | Serenissima-Foggia | 2-3     | 31 dic. |
| 24 set. | 2-3               | Vicenza-Grion Pola | 2-3     | 31 dic. |
| 24 set. | Riposa: Cremonese |                    |         | 31 dic. |

| andata | andata       | Quinta giornata     | ritorno | ritorno |
|        |              |                     |         |         |
| 8 ott. | 2-1          | Bari-Comense        | 1-2     | 14 gen. |
| 8 ott. | 1-2          | Foggia-Atalanta     | 0-0     | 14 gen. |
| 8 ott. | 1-0          | Perugia-Cremonese   | 0-3     | 14 gen. |
| 8 ott. | 1-1          | Pistoiese-Modena    | 0-2     | 14 gen. |
| 8 ott. | 2-1          | Verona-Grion Pola   | 0-6     | 14 gen. |
| 8 ott. | 5-1          | Vicenza-Serenissima | 1-0     | 14 gen. |
| 8 ott. | Riposa: SPAL |                     |         | 14 gen. |

| andata  | andata           | Settima giornata    | ritorno | ritorno |
|         |                  |                     |         |         |
| 29 ott. | 0-2              | Comense-Modena      | 0-5     | 28 gen. |
| 29 ott. | 2-1              | Cremonese-Verona    | 0-1     | 28 gen. |
| 29 ott. | 1-0              | Grion Pola-Bari     | 0-2     | 28 gen. |
| 29 ott. | 3-0              | Pistoiese-Vicenza   | 2-3     | 28 gen. |
| 29 ott. | 0-3              | Serenissima-Perugia | 2-4     | 28 gen. |
| 29 ott. | 1-1              | SPAL-Foggia         | 1-5     | 28 gen. |
| 29 ott. | Riposa: Atalanta |                     |         | 28 gen. |

| andata | andata         | Nona giornata      | ritorno | ritorno |
|        |                |                    |         |         |
| 5 nov. | 3-0            | Bari-Cremonese     | 1-2     | 18 feb. |
| 5 nov. | 3-2            | Comense-Grion Pola | 0-0     | 18 feb. |
| 5 nov. | 1-1            | Foggia-Pistoiese   | 2-4     | 18 feb. |
| 5 nov. | 1-1            | Serenissima-Verona | 0-2     | 18 feb. |
| 5 nov. | 3-1            | SPAL-Atalanta      | 1-0     | 18 feb. |
| 5 nov. | 1-1            | Vicenza-Perugia    | 0-5     | 18 feb. |
| 5 nov. | Riposa: Modena |                    |         | 18 feb. |

| andata  | andata              | Undicesima giornata | ritorno | ritorno |
|         |                     |                     |         |         |
| 19 nov. | 1-0                 | Bari-Foggia         | 1-2     | 4 mar.  |
| 19 nov. | 1-2                 | Cremonese-Modena    | 0-2     | 4 mar.  |
| 19 nov. | 3-1                 | Grion Pola-SPAL     | 2-2     | 4 mar.  |
| 19 nov. | 5-0                 | Perugia-Verona      | 0-5     | 4 mar.  |
| 19 nov. | 2-1                 | Pistoiese-Comense   | 0-0     | 4 mar.  |
| 19 nov. | 1-0                 | Vicenza-Atalanta    | 2-3     | 4 mar.  |
| 19 nov. | Riposa: Serenissima |                     |         | 4 mar.  |

| andata  | andata            | Tredicesima giornata | ritorno | ritorno |
|         |                   |                      |         |         |
| 10 dic. | 3-0               | Atalanta-Comense     | 1-1     | 18 mar. |
| 10 dic. | 2-0               | Grion Pola-Cremonese | 1-1     | 18 mar. |
| 10 dic. | 0-1               | Modena-Perugia       | 1-2     | 18 mar. |
| 10 dic. | 4-1               | Serenissima-Bari     | 0-5     | 18 mar. |
| 10 dic. | 2-1               | SPAL-Vicenza         | 1-2     | 18 mar. |
| 10 dic. | 1-1               | Verona-Foggia        | 2-1     | 18 mar. |
| 10 dic. | Riposa: Pistoiese |                      |         | 18 mar. |

| andata  | andata          | Seconda giornata     | ritorno | ritorno |
|         |                 |                      |         |         |
| 17 set. | 1-1             | Bari-Vicenza         | 1-1     | 24 dic. |
| 17 set. | 1-0             | Modena-Grion Pola    | 1-1     | 24 dic. |
| 17 set. | 5-2             | Perugia-Foggia       | 2-2     | 24 dic. |
| 17 set. | 1-2             | Pistoiese-Cremonese  | 0-2     | 24 dic. |
| 17 set. | 1-1             | Serenissima-Atalanta | 0-1     | 24 dic. |
| 17 set. | 2-2             | Verona-SPAL          | 1-2     | 24 dic. |
| 17 set. | Riposa: Comense |                      |         | 24 dic. |

| andata | andata          | Quarta giornata     | ritorno | ritorno |
|        |                 |                     |         |         |
| 1 ott. | 1-0             | Bari-Modena         | 0-4     | 7 gen.  |
| 1 ott. | 1-1             | Cremonese-Vicenza   | 1-2     | 7 gen.  |
| 1 ott. | 3-1             | Foggia-Comense      | 0-1     | 7 gen.  |
| 1 ott. | 2-0             | Grion Pola-Atalanta | 1-2     | 7 gen.  |
| 1 ott. | 0-0             | SPAL-Serenissima    | 1-4     | 7 gen.  |
| 1 ott. | 1-1             | Verona-Pistoiese    | 2-2     | 7 gen.  |
| 1 ott. | Riposa: Perugia |                     |         | 7 gen.  |

| andata  | andata          | Sesta giornata        | ritorno | ritorno |
|         |                 |                       |         |         |
| 15 ott. | 2-0             | Atalanta-Cremonese    | 1-1     | 21 gen. |
| 15 ott. | 2-0             | Comense-Perugia       | 1-3     | 21 gen. |
| 15 ott. | 3-1             | Grion Pola-Foggia     | 2-6     | 21 gen. |
| 15 ott. | 2-1             | Modena-Verona         | 1-1     | 21 gen. |
| 15 ott. | 2-0             | Serenissima-Pistoiese | 1-4     | 21 gen. |
| 15 ott. | 2-3             | SPAL-Bari             | 0-2     | 21 gen. |
| 15 ott. | Riposa: Vicenza |                       |         | 21 gen. |

| andata  | andata           | Ottava giornata    | ritorno | ritorno |
|         |                  |                    |         |         |
| 1º nov. | 6-2              | Bari-Pistoiese     | 1-1     | 4 feb.  |
| 1º nov. | 2-0              | Foggia-Cremonese   | 0-3     | 4 feb.  |
| 1º nov. | 3-0              | Modena-Serenissima | 0-1     | 4 feb.  |
| 1º nov. | 4-2              | Perugia-SPAL       | 0-0     | 4 feb.  |
| 1º nov. | 0-1              | Verona-Atalanta    | 0-2     | 4 feb.  |
| 1º nov. | 0-2              | Vicenza-Comense    | 0-2     | 4 feb.  |
| 1º nov. | Riposa: G. Grion |                    |         | 4 feb.  |

| andata  | andata         | Decima giornata       | ritorno | ritorno |
|         |                |                       |         |         |
| 12 nov. | 0-2            | Atalanta-Perugia      | 1-2     | 25 feb. |
| 12 nov. | 1-0            | Comense-SPAL          | 2-0     | 25 feb. |
| 12 nov. | 3-1            | Cremonese-Serenissima | 0-0     | 25 feb. |
| 12 nov. | 4-1            | Modena-Vicenza        | 2-1     | 25 feb. |
| 12 nov. | 2-0            | Pistoiese-Grion Pola  | 1-2     | 25 feb. |
| 12 nov. | 0-2            | Verona-Bari           | 0-3     | 25 feb. |
| 12 nov. | Riposa: Foggia |                       |         | 25 feb. |

| andata  | andata       | Dodicesima giornata | ritorno | ritorno |
|         |              |                     |         |         |
| 26 nov. | 5-0          | Atalanta-Pistoiese  | 2-2     | 11 mar. |
| 26 nov. | 4-0          | Comense-Serenissima | 2-4     | 11 mar. |
| 26 nov. | 2-0          | Foggia-Modena       | 0-5     | 11 mar. |
| 26 nov. | 2-0          | Perugia-Grion Pola  | 0-5     | 11 mar. |
| 26 nov. | 1-1          | SPAL-Cremonese      | 4-3     | 11 mar. |
| 26 nov. | 3-0          | Vicenza-Verona      | 0-1     | 11 mar. |
| 26 nov. | Riposa: Bari |                     |         | 11 mar. |

| andata  | andata         | Prima giornata         | ritorno | ritorno |
|         |                |                        |         |         |
| 10 set. | 0-1            | Atalanta-Modena        | 2-2     | 17 dic. |
| 10 set. | 2-0            | Bari-Perugia           | 1-1     | 17 dic. |
| 10 set. | 0-0            | Cremonese-Comense      | 0-3     | 17 dic. |
| 10 set. | 2-1            | Foggia-Vicenza         | 1-0     | 17 dic. |
| 10 set. | 0-2            | Grion Pola-Serenissima | 1-1     | 17 dic. |
| 10 set. | 4-0            | SPAL-Pistoiese         | 1-2     | 17 dic. |
| 10 set. | Riposa: Verona |                        |         | 17 dic. |

| andata  | andata            | Terza giornata     | ritorno | ritorno |
|         |                   |                    |         |         |
| 24 set. | 1-1               | Atalanta-Bari      | 0-0     | 31 dic. |
| 24 set. | 6-0               | Comense-Verona     | 3-1     | 31 dic. |
| 24 set. | 1-1               | Modena-SPAL        | 2-2     | 31 dic. |
| 24 set. | 1-2               | Pistoiese-Perugia  | 1-1     | 31 dic. |
| 24 set. | 1-1               | Serenissima-Foggia | 2-3     | 31 dic. |
| 24 set. | 2-3               | Vicenza-Grion Pola | 2-3     | 31 dic. |
| 24 set. | Riposa: Cremonese |                    |         | 31 dic. |

| andata | andata       | Quinta giornata     | ritorno | ritorno |
|        |              |                     |         |         |
| 8 ott. | 2-1          | Bari-Comense        | 1-2     | 14 gen. |
| 8 ott. | 1-2          | Foggia-Atalanta     | 0-0     | 14 gen. |
| 8 ott. | 1-0          | Perugia-Cremonese   | 0-3     | 14 gen. |
| 8 ott. | 1-1          | Pistoiese-Modena    | 0-2     | 14 gen. |
| 8 ott. | 2-1          | Verona-Grion Pola   | 0-6     | 14 gen. |
| 8 ott. | 5-1          | Vicenza-Serenissima | 1-0     | 14 gen. |
| 8 ott. | Riposa: SPAL |                     |         | 14 gen. |

| andata  | andata           | Settima giornata    | ritorno | ritorno |
|         |                  |                     |         |         |
| 29 ott. | 0-2              | Comense-Modena      | 0-5     | 28 gen. |
| 29 ott. | 2-1              | Cremonese-Verona    | 0-1     | 28 gen. |
| 29 ott. | 1-0              | Grion Pola-Bari     | 0-2     | 28 gen. |
| 29 ott. | 3-0              | Pistoiese-Vicenza   | 2-3     | 28 gen. |
| 29 ott. | 0-3              | Serenissima-Perugia | 2-4     | 28 gen. |
| 29 ott. | 1-1              | SPAL-Foggia         | 1-5     | 28 gen. |
| 29 ott. | Riposa: Atalanta |                     |         | 28 gen. |

| andata | andata         | Nona giornata      | ritorno | ritorno |
|        |                |                    |         |         |
| 5 nov. | 3-0            | Bari-Cremonese     | 1-2     | 18 feb. |
| 5 nov. | 3-2            | Comense-Grion Pola | 0-0     | 18 feb. |
| 5 nov. | 1-1            | Foggia-Pistoiese   | 2-4     | 18 feb. |
| 5 nov. | 1-1            | Serenissima-Verona | 0-2     | 18 feb. |
| 5 nov. | 3-1            | SPAL-Atalanta      | 1-0     | 18 feb. |
| 5 nov. | 1-1            | Vicenza-Perugia    | 0-5     | 18 feb. |
| 5 nov. | Riposa: Modena |                    |         | 18 feb. |

| andata  | andata              | Undicesima giornata | ritorno | ritorno |
|         |                     |                     |         |         |
| 19 nov. | 1-0                 | Bari-Foggia         | 1-2     | 4 mar.  |
| 19 nov. | 1-2                 | Cremonese-Modena    | 0-2     | 4 mar.  |
| 19 nov. | 3-1                 | Grion Pola-SPAL     | 2-2     | 4 mar.  |
| 19 nov. | 5-0                 | Perugia-Verona      | 0-5     | 4 mar.  |
| 19 nov. | 2-1                 | Pistoiese-Comense   | 0-0     | 4 mar.  |
| 19 nov. | 1-0                 | Vicenza-Atalanta    | 2-3     | 4 mar.  |
| 19 nov. | Riposa: Serenissima |                     |         | 4 mar.  |

| andata  | andata            | Tredicesima giornata | ritorno | ritorno |
|         |                   |                      |         |         |
| 10 dic. | 3-0               | Atalanta-Comense     | 1-1     | 18 mar. |
| 10 dic. | 2-0               | Grion Pola-Cremonese | 1-1     | 18 mar. |
| 10 dic. | 0-1               | Modena-Perugia       | 1-2     | 18 mar. |
| 10 dic. | 4-1               | Serenissima-Bari     | 0-5     | 18 mar. |
| 10 dic. | 2-1               | SPAL-Vicenza         | 1-2     | 18 mar. |
| 10 dic. | 1-1               | Verona-Foggia        | 2-1     | 18 mar. |
| 10 dic. | Riposa: Pistoiese |                      |         | 18 mar. |

| andata  | andata          | Seconda giornata     | ritorno | ritorno |
|         |                 |                      |         |         |
| 17 set. | 1-1             | Bari-Vicenza         | 1-1     | 24 dic. |
| 17 set. | 1-0             | Modena-Grion Pola    | 1-1     | 24 dic. |
| 17 set. | 5-2             | Perugia-Foggia       | 2-2     | 24 dic. |
| 17 set. | 1-2             | Pistoiese-Cremonese  | 0-2     | 24 dic. |
| 17 set. | 1-1             | Serenissima-Atalanta | 0-1     | 24 dic. |
| 17 set. | 2-2             | Verona-SPAL          | 1-2     | 24 dic. |
| 17 set. | Riposa: Comense |                      |         | 24 dic. |

| andata | andata          | Quarta giornata     | ritorno | ritorno |
|        |                 |                     |         |         |
| 1 ott. | 1-0             | Bari-Modena         | 0-4     | 7 gen.  |
| 1 ott. | 1-1             | Cremonese-Vicenza   | 1-2     | 7 gen.  |
| 1 ott. | 3-1             | Foggia-Comense      | 0-1     | 7 gen.  |
| 1 ott. | 2-0             | Grion Pola-Atalanta | 1-2     | 7 gen.  |
| 1 ott. | 0-0             | SPAL-Serenissima    | 1-4     | 7 gen.  |
| 1 ott. | 1-1             | Verona-Pistoiese    | 2-2     | 7 gen.  |
| 1 ott. | Riposa: Perugia |                     |         | 7 gen.  |

| andata  | andata          | Sesta giornata        | ritorno | ritorno |
|         |                 |                       |         |         |
| 15 ott. | 2-0             | Atalanta-Cremonese    | 1-1     | 21 gen. |
| 15 ott. | 2-0             | Comense-Perugia       | 1-3     | 21 gen. |
| 15 ott. | 3-1             | Grion Pola-Foggia     | 2-6     | 21 gen. |
| 15 ott. | 2-1             | Modena-Verona         | 1-1     | 21 gen. |
| 15 ott. | 2-0             | Serenissima-Pistoiese | 1-4     | 21 gen. |
| 15 ott. | 2-3             | SPAL-Bari             | 0-2     | 21 gen. |
| 15 ott. | Riposa: Vicenza |                       |         | 21 gen. |

| andata  | andata           | Ottava giornata    | ritorno | ritorno |
|         |                  |                    |         |         |
| 1º nov. | 6-2              | Bari-Pistoiese     | 1-1     | 4 feb.  |
| 1º nov. | 2-0              | Foggia-Cremonese   | 0-3     | 4 feb.  |
| 1º nov. | 3-0              | Modena-Serenissima | 0-1     | 4 feb.  |
| 1º nov. | 4-2              | Perugia-SPAL       | 0-0     | 4 feb.  |
| 1º nov. | 0-1              | Verona-Atalanta    | 0-2     | 4 feb.  |
| 1º nov. | 0-2              | Vicenza-Comense    | 0-2     | 4 feb.  |
| 1º nov. | Riposa: G. Grion |                    |         | 4 feb.  |

| andata  | andata         | Decima giornata       | ritorno | ritorno |
|         |                |                       |         |         |
| 12 nov. | 0-2            | Atalanta-Perugia      | 1-2     | 25 feb. |
| 12 nov. | 1-0            | Comense-SPAL          | 2-0     | 25 feb. |
| 12 nov. | 3-1            | Cremonese-Serenissima | 0-0     | 25 feb. |
| 12 nov. | 4-1            | Modena-Vicenza        | 2-1     | 25 feb. |
| 12 nov. | 2-0            | Pistoiese-Grion Pola  | 1-2     | 25 feb. |
| 12 nov. | 0-2            | Verona-Bari           | 0-3     | 25 feb. |
| 12 nov. | Riposa: Foggia |                       |         | 25 feb. |

| andata  | andata       | Dodicesima giornata | ritorno | ritorno |
|         |              |                     |         |         |
| 26 nov. | 5-0          | Atalanta-Pistoiese  | 2-2     | 11 mar. |
| 26 nov. | 4-0          | Comense-Serenissima | 2-4     | 11 mar. |
| 26 nov. | 2-0          | Foggia-Modena       | 0-5     | 11 mar. |
| 26 nov. | 2-0          | Perugia-Grion Pola  | 0-5     | 11 mar. |
| 26 nov. | 1-1          | SPAL-Cremonese      | 4-3     | 11 mar. |
| 26 nov. | 3-0          | Vicenza-Verona      | 0-1     | 11 mar. |
| 26 nov. | Riposa: Bari |                     |         | 11 mar. |

## Girone finale

### Classifica finale
|  | Pos. | Squadra         | Pt | G  | V | N | P | GF | GS |
|  | ---- | --------------- | -- | -- | - | - | - | -- | -- |
|  | 1.   | Sampierdarenese | 14 | 10 | 5 | 4 | 1 | 14 | 9  |
|  | 2.   | Bari            | 14 | 10 | 6 | 2 | 2 | 17 | 9  |
|  | 3.   | Modena          | 11 | 10 | 4 | 3 | 3 | 13 | 7  |
|  | 4.   | Pro Patria      | 9  | 10 | 2 | 5 | 3 | 8  | 10 |
|  | 5.   | GC Vigevanesi   | 8  | 10 | 3 | 2 | 5 | 8  | 10 |
|  | 6.   | Perugia         | 4  | 10 | 1 | 2 | 7 | 5  | 20 |

Legenda:
      Promosso in Serie A 1934-1935.
Regolamento:
Due punti a vittoria, uno a pareggio, zero a sconfitta.
Vigeva il pari merito. In caso di assegnazione del titolo veniva disputata una gara di spareggio.
Note:
Sampierdarenese promossa dopo spareggio con il Bari, giunto a pari punti.

### Risultati

#### Calendario
| andata  | andata | Prima giornata       | ritorno | ritorno |
|         |        |                      |         |         |
| 1º apr. | 2-0    | Modena-Pro Patria    | 0-0     | 6 mag.  |
| 1º apr. | 1-1    | Sampierdarenese-Bari | 0-4     | 6 mag.  |
| 1º apr. | 2-0    | Vigevanesi-Perugia   | 1-1     | 6 mag.  |

| andata | andata | Seconda giornata       | ritorno | ritorno |
|        |        |                        |         |         |
| 8 apr. | 2-0    | Bari-Vigevanesi        | 0-2     | 10 mag. |
| 8 apr. | 1-1    | Modena-Sampierdarenese | 1-3     | 10 mag. |
| 8 apr. | 1-1    | Pro Patria-Perugia     | 2-0     | 10 mag. |

| andata  | andata | Terza giornata             | ritorno | ritorno |
|         |        |                            |         |         |
| 15 apr. | 1-2    | Perugia-Bari               | 1-2     | 13 mag. |
| 15 apr. | 0-0    | Sampierdarenese-Pro Patria | 1-1     | 13 mag. |
| 15 apr. | 0-1    | Vigevanesi-Modena          | 0-0     | 13 mag. |

| andata  | andata | Quarta giornata         | ritorno | ritorno |
|         |        |                         |         |         |
| 22 apr. | 1-0    | Bari-Modena             | 1-2     | 20 mag. |
| 22 apr. | 0-2    | Perugia-Sampierdarenese | 0-2     | 20 mag. |
| 22 apr. | 2-0    | Pro Patria-Vigevanesi   | 0-2     | 20 mag. |

| andata  | andata | Quinta giornata            | ritorno | ritorno |
|         |        |                            |         |         |
| 29 apr. | 1-1    | Bari-Pro Patria            | 3-1     | 24 mag. |
| 29 apr. | 6-0    | Modena-Perugia             | 0-1     | 24 mag. |
| 29 apr. | 0-2    | Vigevanesi-Sampierdarenese | 1-2     | 24 mag. |

| andata  | andata | Prima giornata       | ritorno | ritorno |
|         |        |                      |         |         |
| 1º apr. | 2-0    | Modena-Pro Patria    | 0-0     | 6 mag.  |
| 1º apr. | 1-1    | Sampierdarenese-Bari | 0-4     | 6 mag.  |
| 1º apr. | 2-0    | Vigevanesi-Perugia   | 1-1     | 6 mag.  |

| andata | andata | Seconda giornata       | ritorno | ritorno |
|        |        |                        |         |         |
| 8 apr. | 2-0    | Bari-Vigevanesi        | 0-2     | 10 mag. |
| 8 apr. | 1-1    | Modena-Sampierdarenese | 1-3     | 10 mag. |
| 8 apr. | 1-1    | Pro Patria-Perugia     | 2-0     | 10 mag. |

| andata  | andata | Terza giornata             | ritorno | ritorno |
|         |        |                            |         |         |
| 15 apr. | 1-2    | Perugia-Bari               | 1-2     | 13 mag. |
| 15 apr. | 0-0    | Sampierdarenese-Pro Patria | 1-1     | 13 mag. |
| 15 apr. | 0-1    | Vigevanesi-Modena          | 0-0     | 13 mag. |

| andata  | andata | Quarta giornata         | ritorno | ritorno |
|         |        |                         |         |         |
| 22 apr. | 1-0    | Bari-Modena             | 1-2     | 20 mag. |
| 22 apr. | 0-2    | Perugia-Sampierdarenese | 0-2     | 20 mag. |
| 22 apr. | 2-0    | Pro Patria-Vigevanesi   | 0-2     | 20 mag. |

| andata  | andata | Quinta giornata            | ritorno | ritorno |
|         |        |                            |         |         |
| 29 apr. | 1-1    | Bari-Pro Patria            | 3-1     | 24 mag. |
| 29 apr. | 6-0    | Modena-Perugia             | 0-1     | 24 mag. |
| 29 apr. | 0-2    | Vigevanesi-Sampierdarenese | 1-2     | 24 mag. |

### Spareggi

#### Spareggio promozione
|                 | Risultato |      | Luogo e data            |
| --------------- | --------- | ---- | ----------------------- |
| Sampierdarenese | 1-0       | Bari | Bologna, 24 giugno 1934 |
|                 |           |      |                         |

### Squadra campione
| Formazione tipo | Giocatori (presenze)        |
| --- | --------------------------- |
| Bacigalupo Ciancamerla Rigotti Lancioni Bossi Malatesta Gay Poggi Munerati Comini Barisone                                                                                         | Manlio Bacigalupo (31)      |
| Bacigalupo Ciancamerla Rigotti Lancioni Bossi Malatesta Gay Poggi Munerati Comini Barisone                                                                                         | Edgardo Ciancamerla (33)    |
| Bacigalupo Ciancamerla Rigotti Lancioni Bossi Malatesta Gay Poggi Munerati Comini Barisone                                                                                         | Guido Rigotti (30)          |
| Bacigalupo Ciancamerla Rigotti Lancioni Bossi Malatesta Gay Poggi Munerati Comini Barisone                                                                                         | Fernando Lancioni (29)      |
| Bacigalupo Ciancamerla Rigotti Lancioni Bossi Malatesta Gay Poggi Munerati Comini Barisone                                                                                         | Mario Bossi (34)            |
| Bacigalupo Ciancamerla Rigotti Lancioni Bossi Malatesta Gay Poggi Munerati Comini Barisone                                                                                         | Mario Malatesta (27)        |
| Bacigalupo Ciancamerla Rigotti Lancioni Bossi Malatesta Gay Poggi Munerati Comini Barisone                                                                                         | Federico Munerati (32)      |
| Bacigalupo Ciancamerla Rigotti Lancioni Bossi Malatesta Gay Poggi Munerati Comini Barisone                                                                                         | Dario Gay (17)              |
| Bacigalupo Ciancamerla Rigotti Lancioni Bossi Malatesta Gay Poggi Munerati Comini Barisone                                                                                         | Cherubino Comini (34)       |
| Bacigalupo Ciancamerla Rigotti Lancioni Bossi Malatesta Gay Poggi Munerati Comini Barisone                                                                                         | Gipo Poggi (29)             |
| Bacigalupo Ciancamerla Rigotti Lancioni Bossi Malatesta Gay Poggi Munerati Comini Barisone                                                                                         | Alfredo Barisone (30)       |
| Bacigalupo Ciancamerla Rigotti Lancioni Bossi Malatesta Gay Poggi Munerati Comini Barisone                                                                                         | Allenatore: Hermann Felsner |
| Altri giocatori: Natale Dossena (15), Mario Nervi (11), Giuseppe Ronca (10), Angelo Galli (5), Luigi Bodrato (4), Vittorio Profumo (4), Ettore Allegri (1), Giovanni Rebolino (1). |                             |

## Titubanti retromarce
Nell'assemblea di categoria del 28 giugno, le stesse società che non più di un anno prima si erano piegate all'abolizione del girone unico, ne chiesero il ripristino di fronte al plateale fallimento della riforma. Il Direttorio federale accolse la richiesta già nella seduta del 15 luglio, ma contraddittoriamente aggiunse altri quattro posti per la stagione successiva. L'iniziale incrollabile ostracismo verso le retrocesse si era infatti nel frattempo già trasformato in un blando dubbio, e solo due settimane dopo il generale Giorgio Vaccaro le riammise tutte.